# Boris Bakal
Boris Bakal (Zagreb, 18. rujna 1959.),  kazališni i  filmski redatelj, pisac,  kazališni, radijski, TV i filmski glumac, intermedijalni/ multimedijalni umjetnik.

## Životopis
Boris Bakal je hrvatski, a prije i jugoslavenski, umjetnik i aktivist hrvatskog, srpskog, slovenskog, cincarskog i karaitskog podrijetla iz obitelji pravnika, zemljoposjednika, arhitekata, profesora, mlinara, ratara, ktitora, umjetnika, industrijalaca i radnika. Rođen je u Zagrebu (SFRJ, danas Republika Hrvatska/EU) 18. rujna 1959. godine u bolnici Dr. Mladen Stojanović (danas KBC Sestara milosrdnica) u 4:30h u jutro.  

### Karijera
Bakalove radove i projekte, kao i one na kojima je surađivao, predstavili su i/ili producirali između ostalih i Dubrovačke ljetne igre, OKC-Zagrebačko Kazalište Mladih, Teatar &TD, Multimedijalni Kulturni centar -Split, Teatro stabile di inovazione- Udine, Art Radionica Lazareti-Dubrovnik, Hrvatski radio, Hrvatsko narodno kazalište, SKUC (Hrvatska), Bienale u Venciji, Picolo teatro di Milano, Teatro Comunale di Casalecchio, Arena del Sole, Teatro di Moline, Teatro di Roma/Argentina, Orchestra Stolpnik, Teatro Cinema Lux i Fabbrica Europa (Italija), La Friche i Le Fabriks (Francuska), Atelje 212, Kulturni centar REX i Centar za kulturnu dekontaminaciju (Srbija), Moderna Galerija i DUM–Društvo umetnika (Slovenija), Stadspark Galerie (Austria), DAMU-Prag, Praški Quadrienale, Hermit Foundation, kazalište Archa, kazalište Alfred v Dvore (Rep. Češka) The Kitchen, Theatre Unconsciousness i Dancing in the Streets (SAD), a bili su predstavljeni i na mnogim međunarodnim festivalima i manifestacijama kao što su Bollwerk Belluard International, MOT, Eurokaz, Thealter, Urbanfestival, FIAT, BOK, Exodos, Infrazioni, Bologna Kulturna prestolnica Europe 2000, Bè 2006, Stagione di Caccia, Bitef, MESS, PUF, Borštnikovo srečanje, Ex-Ponto, Infant, Desire, Akcent i Interferencije.
Autor je mnogobrojnih projekata u rasponu od kazališnih predstava, preko video i audio instalacija, multimedijalnih projekata, filmova i kulturno-socijalno-političkih inicijativa; sudjelovao je u radu i osnivanju različitih festivala, platformi i inicijativa; piše i objavljuje napise o umjetnosti i kulturnim politikama u zbornicima, časopisima i dnevnicima u Italiji, Hrvatskoj, Njemačkoj, Srbiji, Belgiji, SAD-u, Ujedinjenom Kraljevstvu i Nizozemskoj. 
Njegov je rad, između ostalog, karakterističan po specifičnim istraživanjima grada i netipičnih izvedbenih lokacija, dokumentaristikom pristupu te po interaktivnim elementima u umjetničkim projektima. 
Surađuje s mnogobrojnim redateljima, koreografima, intermedijalnim umjetnicima, producentima, istraživačima i kuratorima iz cijelog svijeta.
Kao gostujući predavač izlaže je na više sveučilišta u EU i SAD (New York, Columbia, Perugia, SACi-Firenca, Leiden, Exeter, Kent, DAMU-Prag, itd.) te brojnim simpozijima, konferencijama i tribinama.  
Su-osnivač je platformi, aktivističkih incijativa i umjetničkih organizacija poput Antiratne kampanje hrvatske, Letećeg sveučilišta (Flying University), Orchestra Stolpnik i drugih. Potpisnik je Deklaracije o zajedničkom jeziku, u kojoj se tvrdi da se u Hrvatskoj, Bosni i Hercegovini, Srbiji i Crnoj Gori govore nacionalne standardne varijante zajedničkog policentričnog standardnog jezika.
Godine 2002. su-osnovao je i do danas vodi međunarodnu umjetničku platformu Bacači Sjenki. Projekti na kojima je radio osvojili su brojna priznanja i nagrade u zemlji i inozemstvu. Godine 2011. osnovao je i vodi filmsku školu i program medijskog i filmskog opismenjavanja djece i mladih Frooom.
Živi i radi u Zagrebu.

### Privatni život
Otac je Mione Zine Pejović Bakal i Davida Jorisa Adrijana Bakal Turjaka. Sin je hrvatskog arhitekta i urbanista Aleksandra Bakala, hrvatske arhitektice i edukatorice Cvetane Bajin Bakal te praunuk hrvatskog pravnika i mecene Ernesta Paniana.

## Kazališna ostvarenja

### Kazališne uloge (izbor)
- "Play Držić" kao Pastir, Dživo, Ugo Tudešak, Tripče de utolče. (1984. – 1985.) - redateljica Ivica Boban, prod. CDD & Kazališna radionica Pozdravi
- "La ballata di Pulcinella capitano del popolo" kao Amerikanac, Plavi Princ i Ciro Amabile. (1984. – 1985.) redatelj Egisto Marcucci[22]
- "Stolpnik" kao Stolpnik (1985. – 1987.) - redatelj Boris Bakal
- "Povratak kući" kao Joe (1988.) - redatelj Milan Živković
- "Muke Sv. Margarite" kao Car Teodozije (1989.) - redatelj Leo Katunarić
- "Travijata" kao Alfred Germont (1990.) - redatelj Branko Brezovec, prod. Omladinski kulturni centar
- "Bossa nova" kao Svećenik (1991.) - redatelj Boris Bakal
- "Sois belle en t’elevant" kao Slikar, Vojnik-marioneta, S. Mallarmé, M. Duchamp (1993. – 1994.) - redatelj Jean Michael Bruyere, produkcija Eurokaz
- "B.e.n.e." kao Glumac (1996. – 1998.) - redatelj Boris Bakal
- "Ex-pozicija" kao čuvar Zakona (2005. – 2021.) - redatelj Boris Bakal, prod. Bacači Sjenki & Urban festival Zagreb
- "Muški/ženski-Ženske/muške" kao Muški (2011. – 2015.) - redatelji Boris Bakal i Katarina Pejović
- "Bitka na Neretvi (predstava) kao Onaj (2016. – 2021.) - redatelj Boris Bakal
- "$v€ j€ u novcu" kao redatelj-narator (2018. – 2021.) - redatelj Boris Bakal
- "Papa Franjo se hrva sa svojim Anđelom" kao kardinal Malatesta (2021.) -  redatelj Zlatko Paković

### Kazališne režije (izbor)
| - "Stolpnik" vlastita produkcija u privatnom stanu (1985.) - "22 prizora smrti" Židovska općina Zagreb/Glazbeno scenski centar Kulušić (1986.) - "Bijeli šum, kao da" Omladinski Kulturni Centar OKC (1988. – 1989.) - "Bossa nova" Studentski kulturni centar (1991.) - "Sljedba štovatelja banaka" Društvo za unaprijeđenje kvalitete života (1994. – 1995.) - "B.e.n.e.", Orchestra Stolpnik (1996. – 1998.) - "Voliš li me još?" Orchestra Stolpnik/Festival Confini alla Deriva (1998.) - "XXX - Dokument br. 2" Ljetni festival Bologna/Orchestra Stolpnik (1999.) - "Prizivanje Eldorada" Orchestra Stolpnik/Festival Sezona lova (1999.) - "Hotel Europa" Bologna kulturna prestolnica Europe/Orch. Stolpnik (2000.) - "Un'Italia tutta per me" Orchestra Stolpnik/Festival INfrazioni (2001. - "Shadow Casters" Orchestra Stolpnik/Urban Festival/Bacači sjenki/Festival Exodus/Bitef/Festival Sezona lova/The Kitchen (2001. – 2003.) - "Process in progress" Orchestra Stolpnik/Bacači sjenki/Teatar &TD (2004. – 2014.) | - "Expozicija" Bacači sjenki/Urban festival (2005. – 2016.) - "G2 - putovanja srca" Orchestra Stolpnik/Bacači sjenki/Be-Bologna ljetni festival (2006.) - "Odmor od povijesti" Bacači sjenki/Knjižnica "Bogdan Ogrizović" (2008. – 2014.) - "Eksplicitni sadržaji" Bacači sjenki/ZKM (2010. – 2011.) - "Revolucija: Master klas" Atelje 212/Festival Perforacije (2010. – 2011.) - "Muški/ženski-Ženske/muške" Bacači sjenki/Festival MESS/Teatar &TD (2011. – 2016.) - "Otac Hrabrost", Dubrovačke ljetne igre/Bacači sjenki (2011. – 2014.) - "Brujanje Grada", Bacači sjenki/Urban Hum (2014. – 2016.) - "Bitka na Neretvi", Bacači sjenki (2015. – 2021.) - "Male/Female", Bacači sjenki/Festival Pergine Spettacolo Apperto (2017. – 2017.) - $v€ j€ u novcu, prod. Bacači Sjenki/udruga Mamarogi Trst (2018. – 2021.) - Kazačok, prod. Bacači Sjenki, 2021. |

## Filmska i TV ostvarenja

### Televizijske uloge
- "Judita" (1980.)
- "Obustava u strojnoj" kao Bruno (1980.)
- "Nepokoreni grad" kao Viktor Rosenzweig (1982.)
- "Voljeni doktor Martini" (Un medico in famiglia) kao Rafaele Heredia (1999.)
- "Giornalisti" kao doktor Uscatescu (2000.)
- "Casa famiglia" kao Vladimir (2000.)
- "Villa Maria" kao odvjetnik Jurković (2004.)
- "Zabranjena ljubav" kao doktor Ždunić (2004. – 2006.)
- "Obični ljudi" kao Friedrich (2007.)
- "Ponos Ratkajevih" kao Hans Georg Müeller (2008.)
- "Zakon ljubavi" kao Zlatko (2008.)
- "Mamutica" kao Stipe Marasović (2010.)[59]
- "Najbolje godine" kao Ante Šestaković (2010.)
- "Dar Mar" kao Vladimir Crnčević - Crni (2021.)

### Filmske uloge
- "Nesretan slučaj" kao Edi Vukas (1981.), redateljica Saša Vojković
- "Milioneri" kao Pero (1982.), redatelj Miodrag Krencer
- "Memed My Hawk" (1984.), redatelj Peter Ustinov
- "Hudodelci" kao Uradnik Jovanović (1987.), redatelj Franci Slak
- "Memories of Midnight" kao Georgius Lato (1991.), redatelj Garry Nelson
- "The Sands of Time" kao Carillo (1992.), redatelj Garry Nelson
- "Duel" kao poštar (2010.), redatelj Dover Koshashvili
- "Bloodrayne: The Third Reich" kao Hitler (2010.), redatelj Uwe Boll
- "Razglednice" kao Joseph (2013.), redateljica Ana Hušman[60]
- "Nepoznate energije i neidentificirani osjećaji" kao Dr Doppler (2015.), redatelj Dalibor Barić[61]
- "Lieber Augustin" kao inženjer Epstein 2018., redatelj Miroslav Terzić
- "Slučajna raskoš prozirnog vodenog rebusa" kao Trelkovski (2020.), redatelj Dalibor Barić[62]

### Filmske režije
- "Na rubu pameti" dokumentarni web serijal (2013.)[63]
- "Vitić pleše" dugometražni dokumentarni film (2023.),[64],[65],[66][67]
- "Ex-pozicija" - dokumentarno igrani film (2014.) - postprodukcija
- "Savršenstvo kruga" - dokumentarni film (2016.) - predprodukcija i razvoj

### Sinkronizacija
- "Potraga za Dorom" kao Stanko (2016.)

## Interdisciplinarni i sudionički projekti  (izbor)
- "Katedrala" - interaktivni prostor i performans u Galeriji proširenih medija - Zagreb (1988.) - u suradnji sa Stankom Juzbašićem, Goranom Premecom, Ivanom Marušićem Klifom i Darkom Fritzom.
- "Vitić_pleše" - projekt (obnove) zajednice i graditeljskog naslijeđa - Zagreb (2004.) - (2017.)
- "Bilježenje grada/Bilježenje vremena" - projekt nematerijalne i materijalne urbane baštine - Zagreb, Dubrovnik, Ljubljana, Beograd (2008.) - (2017.)
- "Zidne Novine" - projekt nematerijalne i materijalne urbane baštine - Zagreb, Pančevo, Leiden (2006.) - (2016.)
- "Memory Map" - interaktivni prostor, izložba i performans o nematerijalnoj i materijalnoj urbanoj baštini grada Famaguste - Centar Mitos/Limassol(2012.)